# قلعه‌سفید سفلی (سرپل‌ذهاب)
قلعه‌سفید سفلی، روستایی از توابع دهستان قلعه شاهین بخش مرکزی شهرستان سرپل ذهاب در استان کرمانشاه ایران است.

## جمعیت
این روستا در دهستان قلعه شاهین قرار دارد و براساس سرشماری مرکز آمار ایران در سال ۱۳۸۵، جمعیت آن ۲۰۷ نفر (۴۶خانوار) بوده‌است.